# Paul West (pianist)
Paul West,  geboren als Paul Albert Rickenbacker (Hollywood, Los Angeles, 12 november 1935 - 12 december 2011) was een Amerikaanse jazzpianist en zanger.

## Biografie
West groeide op in Los Angeles, New York en Oklahoma, daarna vertrok zijn familie in 1948 naar Seattle. Zijn vader was radiopresentator, zijn moeder een professionele zangeres en pianiste. Hij begon als professioneel muzikant te werken tijdens zijn studietijd in San Francisco. Na zijn terugkeer naar Seattle in 1955 zette hij zijn studie aan de Seattle University voort en speelde hij regelmatig in de club Colony. Na zijn militaire dienst werkte hij in nachtclubs. Begin jaren 60 woonde hij enige tijd bij de contrabassist Chuck Metcalf en diens vrouw. Hij werkte bij een reclamebureau, maar kreeg als musicus in de jaren 70 bekendheid door zijn trio BLT (Bacon, Lettuce and Tomato) met bassist Rolf Johnson en zangeres Gail Clements. Hij werkte later bij Microsoft. In het begin van de 21ste eeuw verschenen drie albums, waaronder een bij Origin Records, met eigen composities en covers van het Great American Songbook. Hij overleed aan prostaatkanker.
Dave Nathan vergeleek in zijn recensie van de plaat Lucky So and So West met musici als Mark Murphy, Mose Allison en Bob Dorough

## Discografie
- Lucky So and So (Origin, 2001)
- Being Alone (2003)
- Words & Music by Paul West and Mark Brown (O2A Records, 2007)

- Library of Congress Control Number: no2009046413
- MusicBrainz: 999b30b4-3373-46d9-b54f-a2d61a66e7df
- Virtual International Authority File: 83638899
- WorldCat: E39PBJkdmJgCk9DtjgFGrCvbVC